# Lamarckdromia globosa
Lamarckdromia globosa is een krabbensoort uit de familie van de Dromiidae. De wetenschappelijke naam van de soort werd in 1818 voor het eerst geldig gepubliceerd door Jean-Baptiste de Lamarck.